# بيت الطين (مسلسل)
بيت الطين هو مسلسل عراقي انتج عام 2005 على قناة السومرية الفضائية، وهو عمل كوميدي اجتماعي تأريخي يروي عدد من الحكايات التي دارت خلال فترة ماقبل بعد نكسة (1967)، ومدى تأثير هذة الحرب التي خسرها العرب على كل شئ في حياتهم.

## طاقم العمل

### الجزء الأول
- فاطمة الربيعي (نوعة)
- طه علوان (شيخ عجاج)
- فوزية حسن (فضة)
- مازن محمد مصطفى (عيد)
- نغم السلطاني (فاتن)
- جواد المدهش (شلال)
- حافظ لعيبي (عليوي)
- ساهرة عويد (صينية)
- خضير أبو العباس (شلتاغ)
- ثامر الشطري (ملازم إبراهيم)
- محمود شنيشل (ضمد)
- فلاح إبراهيم (شلش)
- ضياء الدين سامي (لعيبي)
- علي داخل (عذيب)
- انعام الربيعي (نوميه)
- اسيل عادل (وردة)
- محمد ناجي (هلال)
- كريم الشيخ (بدر)
- نجم الربيعي (لغيوي)
- إيمان عبد الحسن (فوزية)
- سوسن شكري (سيلينا)
- سولاف (سوزي)
- محمد مجيد (سرمد)
- نزار علوان (حميد)
- علي المطوع (سعييد)
- ماجد أبو زهرة (كشخيل)
- مشعل عذاب (مشيعل)
- محسن الجيلاوي (أستاذ سهيل)
- ضيوف شرف
- سامي قفطان
- عبد الإله كمال
- فلاح عبود
- مهدي جبار

### الجزء الثاني
- ميمون الخالدي (الشيخ عجاج)
- جعفر النجار (هديرس)
- سعاد كرم (رازقية)
- بيداء رشيد (فتنة)
- علي فرحان (وحييد)
- شيماء جعفر (حدهن)
- سلام داغر (حنون)[2]
- تيسير (زوجة الشيخ عجاج)
- فراس الموسوي (ملازم سمير)
- علي دشر (شنشول)
- حياة الشواك (سميجة)
- اسعد عامر
- رضا طارش (عامل في القهوة)
- بتول كاظم
- حسين النجار (حسوني)
- فاتن الورد

### الجزء الثالث 2009
- فاضل خليل (وديع)
- غانم حميد (عبد الله)
- امال ياسين (بهيجة)
- قاسم السيد (مدلول)
- احسان دعدوش (فوزي)
- حسين علي صالح (عيد)
- شهرزاد (رازقية)
- عبير فريد (فتنة)
- سناء سليم (أم سهيل)
- يوسف سواس (حجي نوري)
- عبد الستار الربيعي (والي)
- زينب فؤاد (ليلوه)
- قاسم رمضان (فرج)
- الماكيير ميلانو[2]

### الجزء الرابع 2012
- أشواق جاسم (فرحة)
- بشرى إسماعيل
- أزهار العسلي
- هبه صباح
- الماكيير ميلانو[3]